# Sandstone Peak
Sandstone Peak, Mount Allen – najwyższy szczyt Gór Santa Monica, 948 m n.p.m., popularny wśród turystów i fotografów.